# Distrito de Mache
El Distrito de Mache, es uno de los diez distritos de la provincia de Otuzco, Departamento de La Libertad, en el Perú.

## Toponimia
```
<<El nombre original del lugar fue "Machi", "Machi" o "Machy" (quizás del vocablo quechua "Machi" que significa, según el distinto uso regional, 
"Muslo" o "de sabor agradable)"
. Pronto el nombre derivó en "Mache".
[
1
]
 >>
```

## Creación del distrito
Mache se desprende del caserío de Lluín, elevándose a la categoría de caserío en el año 1890, como premio al valor patriótico prestado por un grupo de pobladores machinos que hicieron desaparecer a un piquete de soldados chilenos en el año 1883, durante la guerra con Chile. Mache, como caserío perteneció al distrito de Salpo. 
Según Acta de Fundación del pueblo de Mache de fecha 13 de enero de 1932, los pobladores por convenir al desarrollo de la región, conforman un comité denominado, Junta de Progreso Local, la misma que se encargaría de conseguir el terreno apropiado para la plaza principal de la futura ciudad, que se llamará “Pueblo de Mache” hasta llegar al rango de distrito. Dicha Junta estuvo integrada por las siguientes personas:
- Presidente, señor Carlos Abel Paredes Baca
- Vicepresidente, señor Tomas Castro Moya
- Secretario, señor Filiberto Haro León
- Tesorero, señorita Elia Rosa Carranza Cabellos
- Vocales:
- Señor, Fernando Ibáñez Cabellos
- Señor, Teodoro Cabellos Vásquez
- Señor, Manuel Jesús Cabrera y
- Señor, Gustavo Carranza Cabellos.

Después de tanto batallar lograron que Mache fuera elevado a la categoría de distrito, mediante Ley N° 14951, de fecha 7 de marzo del año 1964.

## Reseña histórica

### Periodo antiguo
Mache presenta evidencias de haber sido ocupada desde la antigüedad, según Julio C. Tello, en la época pre Inca, fue una rama de la Cultura Chavín que ocupó toda la parte alta de lo que es hoy el departamento de La Libertad, Tello fundamenta tal hecho en los hallazgos de cerámica monocroma y de restos de ciudades en la cima de los cerros a base de piedra labrada, las primeras evidencias comprenden el periodo formativo (aproximadamente 1200 años a.c.), los sitios más representativos en Mache son los cerros: Miramar, Cambana, peña Blanca y Los Peroles; en estos sitios se han encontrado construcciones en piedra y abundante material arqueológico (cerámica y restos óseos), Los Peroles, es la pieza más representativa, se trataría de un lugar sagrado donde se rendía culto al agua, como también pudo haber sido una maqueta de un sistema hidráulico andino, cuyo hoyo mayor está interconectado a otros menores a través de canaletas.

### Periodo colonial y republicano
<<"Michacayel", en tiempo colonial, bajo este nombre se conoció a un extenso latifundio que comprendía los actuales distritos de Mache, Julcán y Carabamba. En tiempo republicano, Julcán y Carabamba se convirtieron en haciendas independientes.
El actual distrito de Mache se empezó a formar sobre la base de invasiones de tierras, por familias mestizas, venidas de diferentes puntos de Otuzco. El propietario de las tierras invadidas, Pio Vicente Rosell González Tamayo, quién era vocal de la Corte Superior de La Libertad, pidió ayuda a la fuerza pública para desalojar a los ocupantes; cabe resaltar aquí la valentía de una mujer de nombre Blasina Escobedo, quién con gran firmeza enfrentó al terrateniente, advirtiéndole que su familia y sus vecinos defenderían esas tierras hasta morir porque habían jurado nunca pertenecer a ninguna hacienda, ante tal determinación el doctor Rosell, aceptó partir su propiedad y ceder las tierras ocupadas. El acta de deslinde se firmó el 5 de noviembre de 1874, levantada por el Juez de primera instancia Francisco Eriaza, en donde se establece ceder las tierras del "Alto Chinchango de Machi" a sus ocupantes. Las tierras liberadas por la bravura de Blasina Escobedo (...), tuvieron como primer centro poblado el caserío de Lluín. 
Mache se desprende del caserío de Lluín, elevándose a la categoría de caserío en el año 1890, como premio al valor patriótico prestado por un grupo de pobladores machinos que hicieron desaparecer a un piquete de soldados chilenos en el año 1883, durante la guerra con Chile. 
Los machinos recuerdan con orgullo que nunca aceptaron la presencia del ejército chileno durante la ocupación y contribuyeron a la resistencia. Más aún, fue precisamente José Purificación Zavaleta quien condujo, en julio de 1883, la captura y muerte de 6 soldados chilenos, enviados con la misión de requisar ganado por el coronel Alejandro Gorostiaga, entonces en Huamachuco, pocos días antes de la famosa batalla que condujo heroicamente Andrés A. Cáceres y elevó a la gloria a Leoncio Prado.>>

## Geografía
Geográficamente el distrito de Mache se encuentra en la parte noroeste del Perú, enclavado en la cadena occidental de la Cordillera de los Andes. Las coordenadas de la capital distrital de Mache son: Latitud Sur 08° 01' 48.40" y Longitud Oeste 78° 32' 6.45", custodiado por los cerros: Miramar, Cambana, Peña Blanca, y un poco más distante por el cerro Quinga; y está situada a 3324 msnm.
El distrito de Mache actualmente tiene una extensión territorial de 37,32 km². En el año 1990, con la creación de la provincia de Julcán, Mache se perjudica en lo que respecta a su extensión territorial, ya que la nueva provincia absorbe la mayor parte de su territorio , antes de dicho acontecimiento, Mache tenía una extensión de 214,78 km², el distrito de Julcán 180,09 km²; actualmente la vecina provincia tiene 1101,39 km², mientras que Mache 37,32 km² solamente.

### Límites
El distrito de Mache limita por el:
- Norte, con el distrito de Agallpampa
- Sur, con el distrito de Carabamba ( provincia de Julcán )
- Este, con el distrito de Julcán ( provincia de Julcán )
- Oeste, con el distrito de Salpo.

## Demografía
La población del distrito de Mache es de 3195 habitantes con una densidad de 85,60 habitantes por km², de acuerdo al Censo Nacional del año 2007, realizado por el INEI.

## Clima
El clima del distrito de Mache es completamente opuesto con respecto al clima de la costa del Perú; la primavera es de abril a junio, el verano de julio a septiembre, el otoño de octubre a diciembre y el invierno de enero a marzo. La temperatura varía según la estación, la altitud, día o noche, sombra o sol, las lluvias precipitan mayormente de octubre a marzo, el buen tiempo es de abril a septiembre.

## Festividades
- Mache, Cristo Rey, del 4 al 7 de agosto
- Campo Bello, El Buen Pastor, del 29 al 31 de julio
- Huamanmarca, El Buen Samaritano, del 27 al 29 de julio
- Lluín, La Virgen del Carmen, del 13 al 16 de julio
- Olaya, Señor de la Misericordia, del 12 al 14 de septiembre
- Piscopampa, La Virgen de la Puerta, del 19 al 21 de diciembre
- La Soledad, Las Vírgenes de la Providencia, del 7 al 9 de diciembre
- Santa Teresita, Santa Teresita, del 13 al 15 de junio
- Primavera, Jesucristo, Dios vivo, del 16 al 20 de agosto

## Centros poblados y población dispersa
De acuerdo a la Ley 27795 "Ley de demarcación y organización territorial" y su Reglamento; Centro poblado (CCPP) es todo territorio nacional urbano y rural identificado mediante un nombre y habitado por una población igual o mayor a 151 habitantes en viviendas particulares, incluyen a las capitales de distrito (aun cuando no cumplan con esta condición). Población dispersa, son aquellas poblaciones con menos de 151 habitantes. El distrito de Mache, actualmente está organizado de la siguiente manera:

### Centros poblados
- Mache: Capital distrital
- Campo Bello: Caserío
- Cruz de Mayo: Caserío
- Francisco Bolognesi: Caserío
- La Primavera: Caserío
- Lluín: Caserío
- Piscopampa: Caserío

### Población dispersa
Olaya, Santa Teresita, La Soledad, Quiñigón, Buenos Aires, Huamanmarca, Santa Rosa, San Benito, Cienego Grande, Nacional, Nuevo Perú, Loma Linda, Pampa Verde, Simón Bolívar, Vista Alegre, Ricardo Palma, César Vallejo, Nuevo Paraíso, Rayambal.

## Tradiciones y costumbres

### Fiesta en homenaje a Cristo Rey
Es la fiesta principal del distrito, se celebra del 4 al 7 de agosto en homenaje a Cristo Rey, se lleva a cabo todos los años ininterrumpidamente desde el año 1946, la fiesta lo organiza el comité creado para tal fin, delegado por la municipalidad, consiste en:
- Día del alba
- Día de doce
- Día del día, (procesión)
- Día de la corrida de toros.

### Pelea de toros
La tradición de pelea de toros en Mache, se remonta a varias décadas atrás, cuando algunos comerciantes de reses concentraban todo el ganado en este distrito, el ganado era comprado en las vecinas provincias del departamento de La Libertad, para luego ser llevado a la ciudad de Trujillo por tierra, así que los arrieros los lunes por la mañana reunían a todas las bestias en la plaza de armas con la finalidad de que se reconozcan y se establezcan jerarquías para que en el viaje no haya mayores problemas, así es como se originaban estas peleas por ganarse el respeto y el liderazgo; así nace ésta singular afición. Hoy en día ya no existen los arrieros, las bestias son transportadas en camiones; quienes siguen la tradición son los ganaderos y el evento principal se realiza el día 7 de agosto, en plena fiesta del distrito en homenaje a Cristo Rey, aunque a primera vista puede parecer una cosa violenta, las bestias en estos combates solo se miden las fuerzas y en el peor de los casos el perdedor se lleva una cornada superficial sin consecuencias.

### Carnaval machino
Tiene lugar en febrero o marzo, de acuerdo al mes que corresponda, el día jueves, inmediatamente posterior al miércoles de ceniza; en tiempo de carnaval las chinas y los cholos juegan todo el mes, en el día se echan agua y pintura recíprocamente, para lo cual se utilizan chisguetes, globos y baldes, lo importante es "mojar", por las tardes y noches se embarran con polvos o talco. El día principal por la mañana los mayordomos, es decir la pareja que el año anterior "tumbó" el árbol "palo cilulo" o en su caso las personas comisionadas, acompañadas por todo el que quiere participar, al compás de una banda de músicos se dirigen al bosque con la finalidad de traer el árbol más apropiado, se lleva a la plaza principal, en donde las damas lo adornan, luego se hace un hueco más o menos profundo en la tierra y ayudados de sogas y escaleras los hombres proceden a plantarlo, se hace pesante el árbol cargado de toda clase de objetos, frutas, globos, serpentinas y sobre todo de alegría, que se reflejan en los ojos de los niños, por la tarde se forman las parejas y se inicia la fiesta alrededor del "palo cilulo" tomados de las manos haciendo la ronda, se baila y se entonan versos de carnaval y con un hacha las parejas una a una van cortando el árbol hasta su caída, una vez el árbol en el suelo todo el mundo se abalanza con el fin de coger algo, la pareja que derriba el árbol el próximo año serán los nuevos mayordomos, por la noche prosigue la fiesta y se lleva a cabo el gran baile en el salón municipal.

### Florecer en la montaña Miramar
Se lleva a cabo el primero de mayo, consiste en subir muy temprano a la montaña Miramar, recorriendo el camino de herradura y los alrededores de los cerros Cambana y Peña Blanca, recogiendo toda clase de flores silvestres que en ese tiempo abundan, una vez en la cima se planta una cruz y se ofrendan los ramos de flores a la montaña a la vez que se pide un deseo. En este período las faldas de los cerros están pintadas de verde y colmadas de flores, se respira aire puro, el cielo es infinitamente azul, el sol es espléndido y radiante, simplemente en Mache es primavera. Florecer significa florear, dar flor, pero también significa prosperar, progresar, desarrollarse, enriquecerse; la tradición del florecimiento relacionada con la fortuna es muy subjetiva y cada uno lo tiene para sí, la verdadera fortuna se debe entender, que por el solo hecho de pasar un día hermoso lejos de la grande ciudad, sin estrés, relajado, degustando comida sana y agradable, en medio de la naturaleza incontaminada, recorriendo senderos rústicos, contemplando paisajes de inimaginable belleza y embriagado por la fragancia de flores silvestres que te transportan en el espacio y tiempo, es una experiencia bella, mística y única, de cualquier forma vale la pena vivirla.

### Carrera de burros
Se lleva a cabo el día principal de carnaval, es una competencia que consiste en que los competidores deben correr una distancia sobre un burro a pelo, el ganador se lleva un premio, que puede consistir en un trofeo o dinero en efectivo, actualmente esta competencia se realza en la fiesta de agosto en honor a Cristo Rey; al respecto hay una anécdota graciosa. En el lejano año 1974, los señores Augusto Sánchez Moya "Paco Sánchez"  y Hernando Carranza Moya " Chato Nando", organizaron la carrera de burros, donde por primera vez lo llamaron "burrocros", en ésta competencia participaron cuatro muchachos, "Gil Castañeda", "Callay", "Botella" y "Mono Guille", "Gil" y "Callay" montaban los burros de propiedad del señor Gustavo Carranza Cabellos, eran burros adultos, garañones, azulados, los famosos "Casacas de Cuero", "Botella" montaba un burro viejo "Shapra" de propiedad de su señor padre, "Mono Guille" montaba un burro de nombre "Moro" de propiedad del señor Fernando Ibáñez Cabellos, era grande, color blanco y ya no era entero; el trayecto era de la plaza de armas hasta la casa de Santiago Flores, camino a la Primavera, ida y vuelta, uno de los jueces que controlaba la competencia y que se encargó de entregar la contraseña a mitad de carrera, es decir en el punto de retorno, era el señor Jaime Sebastián Carranza "Chaquina", sucede que se da la señal de partida, "Moro" toma la delantera, seguido por los dos "Casacas de Cuero" y por último "Shapra", la misma posición se mantuvo hasta el punto de retorno, ya de regreso "Moro" seguía siempre adelante seguido del "Casaca de Cuero" de "Gil" y así pasaron la quebrada Almagre, a 100 m. había un desvío a Olaya, "Moro" se sentía acosado por el "Casaca de Cuero" y en vez de seguir con dirección a Mache, "Moro" se va por el desvío a Olaya, pasando adelante los otros tres participantes con dirección a la plaza de Mache, "Mono Guille" como pudo hizo girar a "Moro" y a todo galope pudo pasar a "Botella" y a "Callay" más no a "Gil". El "Casaca de Cuero de "Gil" ganó la competencia, "Mono Guille" segundo, "Callay" tercero y por último "Botella". "Mono Guille" fue entrevistado por "Paco Sánchez" y toda la gente sonrió al escuchar la respuesta, la pregunta fue ¿qué pasó si siempre ibas adelante?, "Mono Guille" contestó el burro de mi tío Gustavo como era entero y el burro de mi tío Fernando como era capón, el primero hizo que al segundo se desviara de camino, y el señor Gustavo al igual que el señor Fernando que se encontraban cada uno en su balcón, rodeados de su familia disfrutando de tal evento, no hicieron más que sonreír de semejante pero ingenua declaración.

## Economía
Su gente noble y laboriosa, en su mayoría se dedica a la agricultura, al cultivo sobre todo de papa, en Mache existe variedad de éste tubérculo; también se cultivan entre otros productos: Oca, olluco, mashua, trigo, cebada, pélona, habas, maíz, chocho, quínua, lenteja, arveja, lino; y a la crianza de ganado vacuno, por ende a la producción de leche, quesos y quesillos (cuajada), ganado lanar, ganado porcino, caballos, mulos y asnos. Así también existen artesanos de todo tipo, sobresaliendo la actividad de fabricación de calzado y trabajos en telar, tales como, ponchos, rebosos, frazadas, costales y alforjas.
La actividad de fabricación de calzado ha constituido para la población machina una fuente económica importante, ya que mucha gente se dedicaba a tiempo completo a esta actividad desde fines de la década los años 1920. En el libro "La industria del calzado de Trujillo", trabajo realizado por Luis Alva Castro, relata:
«La empresa norteamericana Northern Perú Mining Corporation inició la explotación de los yacimientos de cobre, zinc y plomo de Quiruvilca en 1927, incluyendo una fundición en Shorey, muy cerca del yacimiento. La empresa minera contrataba peones para el trabajo a destajo en la mina y la fundición en condiciones sumamente injustas; como por ejemplo no proveerles ropa ni calzado adecuados para tales faenas. De hecho los obreros trabajaban descalzos en el socavón.»
«Las primeras reclamaciones sindicales de los mineros incluyeron la entrega de calzado de trabajo: La empresa aceptó ese reclamo pero siempre y cuando todo el calzado necesario fuera llevado hasta la mina por un proveedor de la región. Enterados de esta circunstancia por los obreros mineros provenientes de Mache, los artesanos de esta localidad decidieron hacer ellos mismos el calzado y venderlo a la empresa minera. Hacían su propia recolección de materias primas en la zona y desarrollaron una buena curtiembre en el caserío de Mache sobre la base de la Taya (planta caducifolia). Pronto adquirieron habilidad en la manufactura de todo tipo de productos de cuero y empezaron a venderlos a distintos distritos, inclusive a Trujillo.»
«A partir del año 1950 la actividad minera inicia a decaer dando lugar a la migración de los expertos zapateros hacía la ciudad de Trujillo, quiénes cargados de sueños, esperanzas y sobre todo de su experiencia de artesanos, pueblan los arenales, lo que hoy son los distritos de: El Porvenir, Florencia De Mora y La Esperanza.»
«Muchos creen que los migrantes machinos que fundaron la industria del calzado de Trujillo, fueron agricultores que llegaron a la capital del departamento a probar suerte con un oficio que desconocían. No es así. Mache desarrollo su propia producción de curtiembre, calzado y otros artículos de cuero a fines de la década de 1920. El motivo principal por el que los machinos incursionaron en esta actividad fue la necesidad de dar zapatos a los mineros de Quiruvilca.»
Es así hoy en día, la producción de calzado es una de las actividades más importantes en la región, habiendo alcanzado reconocimiento nacional e internacional, constituyendo una fuente importante de trabajo y favoreciendo el crecimiento económico del país, gracias pues a éstos pioneros artesanos machinos que a través de los años y de generación en generación han sabido conservar y adecuar a los tiempos modernos dicha actividad.

## Autoridades

### Gestión municipal actual
- Periodo 2023 - 2026
- Wilder Barot Castillo Zavaleta (AEED) (2023 - 2026) TRABAJO MÁS TRABAJO
- Periodo 2019 - 2022[3]
  - Alcalde: Edinson Ferry Escobedo Espinola (Partido Democrático Somos Perú).
  - Regidores:

  1. Edgar Miler Reyes Eustaquio (Partido Democrático Somos Perú)
  2. Cristian Daniel Ibáñez Chávez (Partido Democrático Somos Perú)
  3. Lali Milagros Verde Cruz (Partido Democrático Somos Perú)
  4. Cynthia Anabelly Orbegoso Mantilla (Partido Democrático Somos Perú)
  5. Juan Carlos Zavaleta Gutiérrez (Alianza para el Progreso)

### Alcaldes anteriores
- Carlos Abel Paredes Baca (AEI) (Agosto 1964 - 1966)
- Ernesto Ibáñez Rodríguez (AEED) (1967 - 1969) Coalición APRA - UNO
- Gonzalo Alipio Sánchez Benites (AEDJM) (Enero 1970 - Agosto 1970)
- Enrique Ceferino Méndez Dionisio (AEDJM) Setiembre 1970 - 1972
- Guillermo Avalos Sifuentes (AEDJM) (1973 - 1975)
- Emilio Armando Pantoja Gallardo (AEDJM) (1976 - 1977)
- Asunción Alipio Castro Benites (AEDJM) (1978 - 1980)
- Jaime Felipe Sebastián Carranza (AEED) (1981 - 1983) (1984 - 1986) (1987 - 1989) APRA
- Víctor Américo García Zavaleta (AEED) (1990 - 1992) (1993 - 1995) APRA.
- Jorge Oswaldo Otiniano Reyes (AEED) (1996 - 1998) F. Progresista D. Mache
- Claudio Jara Ruiz (AEED) (1999 - 2002) Participación Democrática
- Luis Gonzalo Rodríguez Santos (AEED) (2003 - 2006) Mov. Ind. Más Obras
- Glomer Pascual Rubio Valderrama (AEED) (2007 - 2010) F. Cívico Otuzco
- Gliver Lelis Benites Guevara (AEED) ( 2011 - 2014) Sumate-Perú Posible
- Wilder Barot Castillo Zavaleta (AEED) (2015 - 2018) APRA

- (AEI)   Alcalde Elegido Interinamente
- (AEED)  Alcalde Elegido en Elecciones Democráticas
- (AEDJM) Alcalde Elegido durante la Junta Militar